# Izvoarele (Tulcea)
Izvoarele é uma comuna romena localizada no distrito de Tulcea, na região de Dobruja. A comuna possui uma área de 52.37 km² e sua população era de 2136 habitantes segundo o censo de 2007.